# Twin Forks
Twin Forks is een Amerikaanse Americana, folkrockband uit Boca Raton, Florida, in 2011 opgericht door Chris Carrabba (Dashboard Confessional, Further Seems Forever). Ze zijn momenteel gevestigd in Nashville. De huidige leden van de band zijn Chris Carrabba, Shawn Zorn, Dane Poppin, Kelsie Baron en Sara Ellen. Twin Forks heeft de ep Twin Forks uitgebracht en een volledig album met de titel Twin Forks.

## Bezetting
- Ben Homola
- Chris Carrabba (zang, gitaar)
- Dane Poppin (basgitaar)
- Jonathan Clark
- Kelsie Baron (zang, mandoline)
- Kelsie Baronoski
- Kimmy Baronoski
- Sara Ellen (zang)
- Shawn Zorn (drums)
- Suzie Zeldin

## Geschiedenis
De band werd opgericht in reactie op het verlangen van Chris Carrabba om een band te vormen met klassieke folk-, country- en rootsrock. Chris nam contact op met Suzie Zeldin (The Narrative), Ben Homola (Bad Books) en Jonathan Clark om te helpen bij de productie van zijn akoestische soloalbum Covered In The Flood. Carrabba vroeg Zeldin om back-ups te zingen op zijn cover van Long Monday en Clark om hem te helpen met opnemen/produceren in zijn kleine studio. Carrabba en Homola hadden het al een tijdje over samen spelen, dus nodigde hij de drummer uit om mee te doen aan het ontwikkelingsproject. Twin Forks maakten hun debuut op het SXSW-festival in maart 2013. De band repeteerde een jaar lang in een garage om het project te ontwikkelen en een gratis ep uit te brengen. Twin Forks werd geformeerd in de schaduw van de tournee van Dashboard Confessional, na een actieve periode van meer dan 10 jaar.
In de zomer van 2013 bracht Twin Forks via download de gratis ep TOUR EP Vol. 1 uit met vier nummers. De band had deze ep al sinds hun debuut op hun liveshows aangeboden. Twin Forks is uitgegroeid tot een live band met onder meer Sara Ellen op achtergrondzang, Kelsie Baron op mandoline en Shawn Zorn op drums. Kelsie Barons zus Kimmy Baron trad in 2014 op met de band, maar nam de tijd om zich te concentreren op haar familie.
Op 17 september 2013 bracht Twin Forks hun eerste ep Twin Forks uit bij Dine Alone Records. Het kreeg positieve recensies van Billboard en Alternative Press. De ep ging in première in Purevolume, werd gratis gestreamd en een download van één nummer werd gratis verspreid. Na de publicatie van de ep begon de band aan een tournee van september tot eind 2013. Op 1 januari 2014 kondigde Twin Forks plannen aan om hun debuutalbum uit te brengen. Het nummer Back To You van de titelloze ep was te horen in de eerste aflevering van The CW-serie Reign.

## Stijl
Twin Forks worden het vaakst beschreven in de genres countrymuziek-folk en Americana-muziek, met gecombineerde man-vrouw vocalen. De band noemde hun invloeden als old country, klassieke folk en rootsmuziek.

## Discografie
- 2013: Twin Forks ep
- 2014: Twin Forks lp